# Skedvi kraftstation

Stora Skedvi Kraftverk är ett svenskt vattenkraftverk i mellersta Dalälven strax söder om Skedvi kyrkby i Säters kommun.

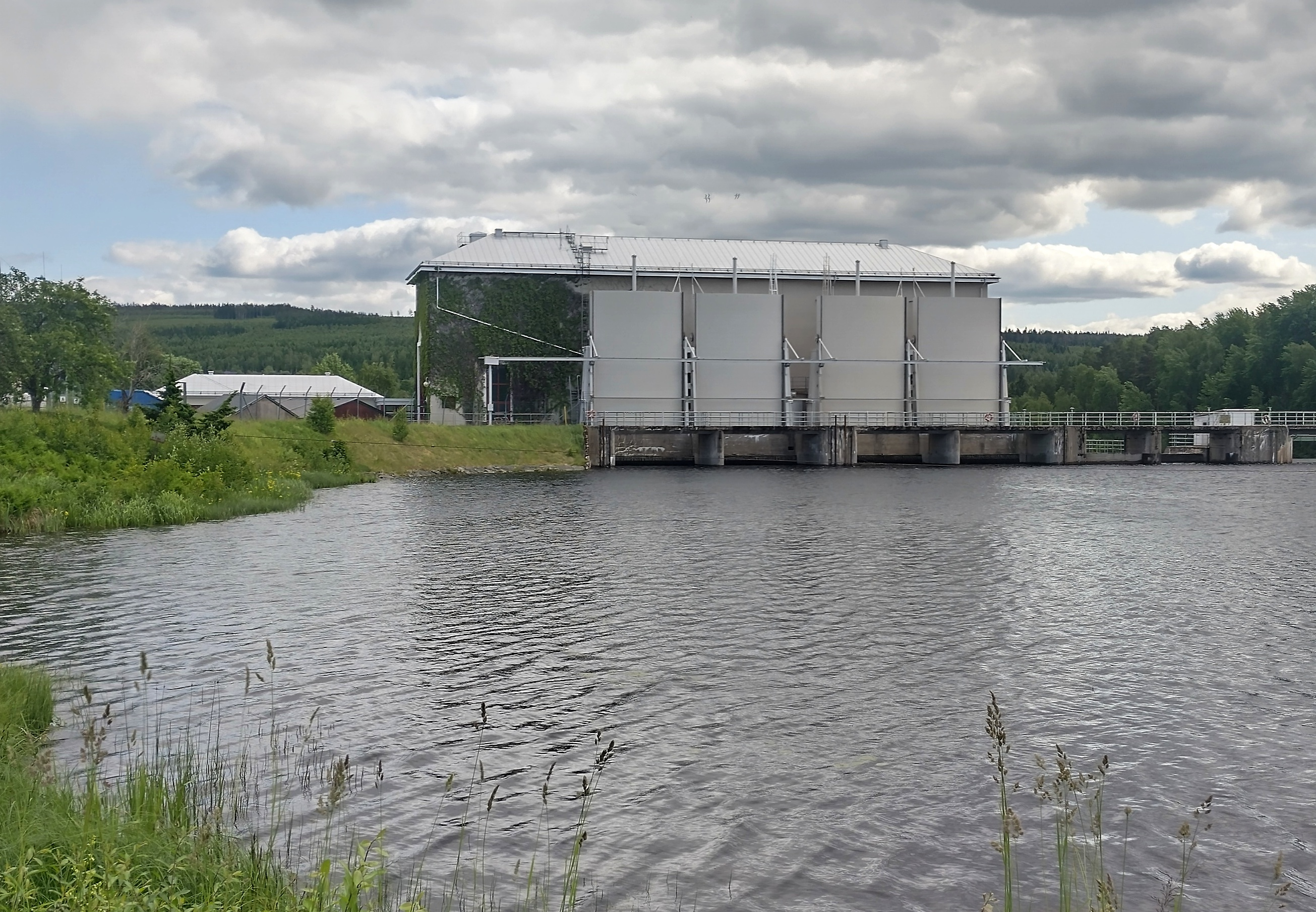
Stora Skedvi kraftstation på Dalälven (2025).

Stora Kopparbergs Bergslags AB driftsatte 1949 ett vattenkraftverk med två kaplanturbiner vid Stora Skedvi. Bredvid anlades en flottningsränna i betong. Kraftverket är funktionalistiskt utformat, med ljusgrå fasad och plåttak.
Åren 2011–2014 utfördes omfattande renovering av kraftverket av ägaren Fortum. Bland annat byttes turbiner, generatorer och ställverk ut och rörsystem renoverades. En ny elanläggning och kontrollrumsbyggnad byggdes.